# Bevölkerungsprognose Hessen
Die aktuelle Bevölkerungsprognose Hessen erstellte das hessische statistische Landesamt auf der Grundlage der regionalisierten 13. koordinierten Bevölkerungsvorausberechnung des Statistischen Bundesamtes. Sie wurde im Mai 2016 veröffentlicht und beinhaltet Voraussagen bis 2030 auf der Basis des Bevölkerungsstandes der kreisfreien Städte und Landkreise vom 31. Dezember 2014. In der Prognose wird angenommen, dass die Geburtenziffer konstant bleibt, die Lebenserwartung von männlichen und weiblichen Neugeborenen um drei beziehungsweise zwei Jahre ansteigt und der Wanderungssaldo ansteigt.
Im Landesdurchschnitt wird bis 2030 ein Anstieg der Bevölkerung um 4,4 Prozent erwartet, wobei in der nördlichen Hälfte die Abnahme wesentlich stärker ausfallen wird.
Unter diesen Annahmen wird die Gesamtbevölkerung Hessens von 6.093.888 bis 2030 auf etwa 6,36 Millionen steigen. Das Durchschnittsalter wird von 43,0 auf 46,2 Jahre steigen.

## Bevölkerungsprognose nach Verwaltungsbezirken
| Veränderung | Kreis                         | Regierungsbezirk |
| ----------- | ----------------------------- | ---------------- |
| +17,2 %     | Frankfurt am Main             | Darmstadt        |
| +9,2 %      | Main-Taunus-Kreis             | Darmstadt        |
| +15,5 %     | Darmstadt                     | Darmstadt        |
| +6,2 %      | Wiesbaden                     | Darmstadt        |
| +9,3 %      | Offenbach am Main             | Darmstadt        |
| +11,8 %     | Kreis Groß-Gerau              | Darmstadt        |
| +5,5 %      | Wetteraukreis                 | Darmstadt        |
| +5,3 %      | Hochtaunuskreis               | Darmstadt        |
| +8,7 %      | Landkreis Offenbach           | Darmstadt        |
| +3,8 %      | Landkreis Darmstadt-Dieburg   | Darmstadt        |
| +5,5 %      | Main-Kinzig-Kreis             | Darmstadt        |
| +0,3 %      | Rheingau-Taunus-Kreis         | Darmstadt        |
| +4,3 %      | Landkreis Bergstraße          | Darmstadt        |
| −6,0 %      | Odenwaldkreis                 | Darmstadt        |
| +0,1 %      | Landkreis Gießen              | Gießen           |
| +2,0 %      | Landkreis Marburg-Biedenkopf  | Gießen           |
| −4,5 %      | Landkreis Limburg-Weilburg    | Gießen           |
| −5,4 %      | Lahn-Dill-Kreis               | Gießen           |
| −14,4 %     | Vogelsbergkreis               | Gießen           |
| +1,0 %      | Landkreis Fulda               | Kassel           |
| +3,9 %      | Kassel                        | Kassel           |
| −2,2 %      | Landkreis Kassel              | Kassel           |
| −4,8 %      | Landkreis Waldeck-Frankenberg | Kassel           |
| −3,8 %      | Schwalm-Eder-Kreis            | Kassel           |
| −6,5 %      | Landkreis Hersfeld-Rotenburg  | Kassel           |
| −5,9 %      | Werra-Meißner-Kreis           | Kassel           |
| +4,4 %      | Land Hessen                   |                  |